# Gigantochloa hasskarliana
Gigantochloa hasskarliana är en gräsart som först beskrevs av Wilhelm Sulpiz Kurz, och fick sitt nu gällande namn av Cornelis Andries Backer. Gigantochloa hasskarliana ingår i släktet Gigantochloa och familjen gräs. Inga underarter finns listade i Catalogue of Life.